# Viera Sparza
Viera Sparza, de son vrai nom María Dolores Esparza Pérez de Petinto, également connue sous le pseudonyme de Viera Landa, née à Saragosse en 1908 et morte en 1987 à Madrid, est une dessinatrice, illustratrice et écrivaine espagnole.

## Biographie
En 1923, l'artiste publie, sous le nom de Dolores Esparza, sa première Une, dans la revue Blanco y Negro avec un dessin intitulé Al amor de la lumbre. Elle travaille ainsi à l'illustration de plusieurs périodiques, dont la revue La Esfera, ainsi que Estampa, en 1926, pour l'illustration d'un texte de Magda Donato.
C'est dans ce contexte qu'elle intègre l'Unión de Dibujantes Españolas (en français : Union des dessinateurs espagnols) et participe en 1928 au Salón de los humoristas (en français : Salon des humoristes). En 1929, dans Estampa, elle illustre une page consacrée aux femmes célèbres de l'époque : Magda Donato, Alma Tapia, Clara Campoamor, Sara Insua, Gloria Zamacois, Concha Peña, Concha Espina, Matilde Muñoz, Irene Falcón et María Vinyals, dite María de Lluria. 
Sous le nom de Viera Landa, elle illustre les romans d'Eduardo Zamacois.
En 1929, elle travaille pour le journal El Imparcial.
En 1930, après un séjour à Paris, elle signe ses dessins sous le nom de Viera Esparza.
En 1931, elle est nommée porte-parole de l'Unión de Dibujantes Españoles . La même année, elle participe au Salon de dibujantas (en français : Salon des Dessinatrices), organisé par le Lyceum Club Féminin, avec notamment avec Alma Tapia, Pitti Bartolozzi et Rosario de Velasco,. 
Elle est proche de l'artiste Victorina Durán, de la graphologue Matilde Ras et de l'écrivaine Elena Fortún.

## Œuvres dans les collections publiques
- Museo ABC de Madrid[9]